# حركة عدم الانحياز
تعتبر حركة عدم الانحياز، واحدة من نتائج الحرب العالمية الثانية (1939-1945)، ونتيجة مباشرة أكثر، للحرب الباردة التي تصاعدت بين المعسكر الغربي (الولايات المتحدة الأمريكية وحلف الناتو) وبين المعسكر الشرقي (الإتحاد السوفيتي وحلف وارسو) حال نهاية الحرب العالمية الثانية وتدمير دول المحور، وكان هدف الحركة هو الابتعاد عن سياسات الحرب الباردة.
تأسست الحركة من 29 دولة، وهي الدول التي حضرت مؤتمر باندونغ 1955، والذي يعدّ أول تجمع منظم لدول الحركة.
وتعتبر من بنات أفكار رئيس الوزراء الهندي جواهر لال نهرو والرئيس المصري جمال عبد الناصر والرئيس اليوغوسلافي تيتو.
وانعقد المؤتمر الأول للحركة في بلغراد عام 1961، وحضره ممثلو 25 دولة، ثم توالى عقد المؤتمرات حتى المؤتمر الأخير بطهران في أغسطس 2012. ووصل عدد الأعضاء في الحركة عام 2011 إلى 118 دولة، وفريق رقابة مكون من 18 دولة و10 منظمات.

## تاريخ الحركة
أنشئت حركة عدم الانحياز وتأسست إبّان انهيار النظام الاستعماري، ونضال شعوب إفريقيا وآسيا وأمريكا اللاتينية وغيرها من المناطق في العالم من أجل الاستقلال، وفي ذروة الحرب الباردة. وكانت جهود الحركة، منذ الأيام الأولى لقيامها، عاملاً أساسيًا في عملية تصفية الاستعمار، والتي أدت لاحقًا إلى نجاح كثير من الدول والشعوب في الحصول على حريتها وتحقيق استقلالها، وتأسيس دول جديدة ذات سيادة. وعلى مدار تاريخها، لعبت حركة دول عدم الانحياز دورًا أساسيًا في الحفاظ على السلم والأمن الدوليين.
وإذا كانت بعض الاجتماعات قد عُقدت، في إطار العالم الثالث، قبل عام 1955، فإن المؤرخين يعدّون أن مؤتمر باندونغ الأفرو-آسيوي هو الحدث السابق مباشرة على قيام حركة عدم الانحياز، وكان هذا المؤتمر قد عقد في مدينة باندونغ خلال الفترة من 18-24 أبريل 1955، وشهد تجمع 29 رئيس دولة ينتمون إلى الجيل الأول من قيادات ما بعد الحقبة الاستعمارية من قارتي إفريقيا وآسيا بغرض بحث القضايا العالمية في ذلك الوقت وتقييمها، وانتهاج سياسات مشتركة في العلاقات الدولية.
وقد تم الإعلان في ذلك المؤتمر عن المبادئ التي تحكم العلاقات بين الدول، كبيرها وصغيرها، وهي المبادئ التي عُرفت باسم «مبادئ باندونغ العشرة»، والتي جرى اتخاذها فيما بعد كأهداف ومقاصد رئيسية لسياسة عدم الانحياز. ولقد أصبح تحقيق تلك المبادئ هو المعيار الأساسي للعضوية في حركة عدم الانحياز؛ بل إنها أصبحت تعرف بما يسمى «جوهر الحركة» حتى بداية عقد التسعينيات من القرن الماضي.
وفي عام 1960، وفي ضوء النتائج التي تحققت في باندونغ، حظي قيام حركة دول عدم الانحياز بدفعة حاسمة أثناء الدورة العادية الخامسة عشرة للجمعية العامة للأمم المتحدة، والتي شهدت انضمام 17 دولة إفريقية وآسيوية جديدة. وكان رؤساء بعض الدول أو الحكومات في ذلك الوقت، قد قاموا بدور بارز في تلك العملية، وهم جمال عبد الناصر من مصر، وكوامي نكروما من غانا، وشري جواهرلال نهرو من الهند، وأحمد سوكارنو من أندونيسيا، وجوزيف بروز تيتو من يوغوسلافيا، الذين أصبحوا، فيما بعد، الآباء المؤسسين للحركة، ورموز قادتها.
وبعد مؤتمر باندونغ بستة أعوام تم تأسيس حركة دول عدم الانحياز على أساس جغرافي أكثر اتساعًا، أثناء مؤتمر القمة الأولى الذي عُقد في بلغراد خلال الفترة من 1-6 سبتمبر 1961، وقد حضر المؤتمر 25 دولة هي: أفغانستان، والجزائر، واليمن، وميانمار، وكمبوديا، وسريلانكا، والكونغو، وكوبا، وقبرص، ومصر، وإثيوبيا، وغانا، وغينيا، والهند، واندونيسيا، والعراق، ولبنان، ومالي، والمغرب، ونيبال، والمملكة العربية السعودية، والصومال، والسودان، وسوريا، وتونس، ويوغوسلافيا.
وكان مؤسسو حركة عدم الانحياز قد فضلوا إعلانها كحركة وليس كمنظمة، تفاديًا لما تنطوي عليه الأخيرة من آثار بيروقراطية.
وتوضح معايير العضوية التي جرت صياغتها أثناء المؤتمر التحضيري لقمة بلغراد (والذي عقد بالقاهرة 1961)، أن الفكرة من وراء الحركة ليس القيام بدور سلبي في السياسة الدولية، وإنما صياغة مواقفها بطريقة مستقلة بحيث تعكس مواقف الدول الأعضاء فيها.
وعلى هذا، ركزت الأهداف الأساسية لدول حركة عدم الانحياز، على تأييد حق تقرير المصير، والاستقلال الوطني، والسيادة، والسلامة الإقليمية للدول؛ ومعارضة الفصل العنصري، وعدم الانتماء للأحلاف العسكرية المتعددة الأطراف، وابتعاد دول حركة عدم الانحياز عن التكتلات والصراعات بين الدول الكبرى، والكفاح ضد الاستعمار بكافة أشكاله وصوره، والكفاح ضد الاحتلال، والاستعمار الجديد، والعنصرية، والاحتلال والسيطرة الأجنبية، ونزع السلاح، وعدم التدخل في الشئون الداخلية للدول، والتعايش بين جميع الدول، ورفض استخدام القوة أو التهديد باستخدامها في العلاقات الدولية، وتدعيم الأمم المتحدة، وإضفاء الطابع الديمقراطي على العلاقات الدولية، والتنمية الاقتصادية والاجتماعية، وإعادة هيكلة النظام الاقتصادي العالمي، فضلا عن التعاون الدولي على قدم المساواة.
ومنذ بداية قيام الحركة، بذلت دول عدم الانحياز جهودًا جبارة بلا هوادة لضمان حق الشعوب الواقعة تحت الاحتلال والسيطرة الأجنبية، في ممارسة حقها الثابت في تقرير المصير والاستقلال.
وإبّان عقدي السبعينيات والثمانينيات من القرن الماضي، لعبت حركة دول عدم الانحياز دورًا أساسيًا في الكفاح من أجل إنشاء نظام اقتصادي عالمي جديد، يسمح لجميع شعوب العالم بالاستفادة من ثرواتها ومواردها الطبيعية، ويقدم برنامجًا واسعًا من أجل إجراء تغيير أساسي في العلاقات الاقتصادية الدولية، والتحرر الاقتصادي لدول الجنوب.
وأثناء السنوات التي تناهز الخمسين من عمر حركة دول عدم الانحياز، استطاعت الحركة أن تضم عددًا متزايدًا من الدول وحركات التحرير التي قبلت- على الرغم من تنوعها الأيديولوجي، والسياسي، والاقتصادي، والاجتماعي، والثقافي- المبادئ التي قامت عليها الحركة وأهدافها الأساسية، وأبدْت استعدادها من أجل تحقيق تلك المبادئ والأهداف. ومن استقراء التاريخ، نجد أن دول حركة عدم الانحياز قد برهنت على قدرتها على التغلب على خلافاتها، وأوجدت أساسًا مشتركًا للعمل، يفضي بها إلى التعاون المتبادل وتعضيد قيمها المشتركة.

## الهيكل التنظيمي والعضوية
تنبع الحركة من الرغبة في عدم الاصطفاف ضمن هيكل جيوسياسي / عسكري وبالتالي ليس لديها هيكل تنظيمي صارم للغاية.  تم تحديد بعض الأساسيات التنظيمية في وثيقة قرطاجنة لعام 1996 حول المنهجية  مؤتمر القمة لرؤساء دول أو حكومات دول عدم الانحياز هو «أعلى سلطة اتخاذ القرار». تتناوب الرئاسة بين الدول وتتغير في كل قمة لرؤساء الدول أو الحكومات إلى الدولة المنظمة للقمة.
تتطابق متطلبات العضوية في حركة عدم الانحياز مع المعتقدات الرئيسية للأمم المتحدة. المتطلبات الحالية هي أن الدولة المرشحة قد عرضت ممارسات وفقًا «لمبادئ باندونغ» العشرة لعام 1955:
1- احترام حقوق الإنسان الأساسية، وأهداف ومبادئ ميثاق الأمم المتحدة.
2- احترام سيادة جميع الدول وسلامة أراضيها.
3- إقرار مبدأ المساواة بين جميع الأجناس، والمساواة بين جميع الدول، كبيرها وصغيرها.
4- عدم التدخل في الشؤون الداخلية للدول الأخرى أو التعرض لها.
5- احترام حق كل دولة في الدفاع عن نفسها، بطريقة فردية أو جماعية، وفقًا لميثاق الأمم المتحدة.
6-
أ- عدم استخدام أحلاف الدفاع الجماعية لتحقيق مصالح خاصة لأيّ من الدول الكبرى.
ب- عدم قيام أي دولة بممارسة ضغوط على دول أخرى.
7- الامتناع عن القيام، أو التهديد بالقيام، بأي عدوان، والامتناع عن استخدام القوة ضد السلامة الإقليمية أو الاستقلال السياسي لأي دولة.
8- الحل السلمي لجميع الصراعات الدولية، وفقًا لميثاق الأمم المتحدة.
9- تعزيز المصالح المشتركة والتعاون المتبادل.
10- احترام العدالة والالتزامات الدولية.

## السياسات والأيديولوجيا
كان رؤساء  حركة عدم الانحياز يضمون شخصيات متنوعة مثل سوهارتو،  العسكري  المناهض للشيوعية، ونيلسون مانديلا، الإشتراكي الديمقراطي والناشط الشهير المناهض للفصل العنصري. تتكون حركة عدم الانحياز من العديد من الحكومات ذات الأيديولوجيات المختلفة إلى حد كبير، وهي موحدة من خلال التزامها المعلن بالسلام والأمن العالميين. في القمة السابعة التي عقدت في نيودلهي في مارس 1983، وصفت الحركة نفسها بأنها «أكبر حركة سلام في التاريخ».  تضع الحركة نفس القدر من التركيز على نزع السلاح. إن التزام حركة عدم الانحياز بالسلام يسبق إضفاء الطابع المؤسسي الرسمي عليها في عام 1961. أقر اجتماع بريوني بين رؤساء حكومات الهند ومصر ويوغوسلافيا في عام 1956 بوجود صلة حيوية بين النضال من أجل السلام والمساعي من أجل نزع السلاح.
خلال السبعينيات وأوائل الثمانينيات من القرن الماضي، رعت حركة عدم الانحياز أيضًا حملات لإعادة هيكلة العلاقات التجارية بين الدول المتقدمة والنامية، ولا سيما النظام الاقتصادي الدولي الجديد (ان أي إي أو)، ونسله الثقافي، نظام المعلومات والاتصالات العالمي الجديد (ان دبليو أي سي أو). أطلق هذا الأخير، من تلقاء نفسه، مبادرة عدم الانحياز بشأن التعاون في مجال الاتصالات، وهي مجموعة وكالات أنباء عدم الانحياز، التي تم إنشاؤها في عام 1975 وتحولت لاحقًا إلى شبكة أخبار حركة عدم الانحياز في عام 2005.
تتبنى حركة عدم الانحياز سياسات وممارسات التعاون، لا سيما تلك المتعددة الأطراف والتي توفر المنفعة المتبادلة لجميع المعنيين. العديد من أعضاء حركة عدم الانحياز هم أيضا أعضاء في الأمم المتحدة. كلتا المنظمتين لديها سياسة معلنة للتعاون السلمي، ومع ذلك فإن النجاحات التي حققتها حركة عدم الانحياز مع الاتفاقيات متعددة الأطراف تميل إلى تجاهلها من قبل الأمم المتحدة الأكبر والغربية والمتقدمة التي تهيمن عليها الأمم المتحدة. ارتبطت المخاوف الإفريقية بشأن الفصل العنصري بالمخاوف العربية الآسيوية بشأن فلسطين  وحقق التعاون متعدد الأطراف في هذه المجالات نجاحًا معتدلًا. لعبت حركة عدم الانحياز دورًا رئيسيًا في مختلف الأيديولوجية صراعات طوال فترة وجودها، بما في ذلك المعارضة الشديدة لحكومات الفصل العنصري ودعم حركات حرب العصابات في مواقع مختلفة، بما في ذلك روديسيا وجنوب إفريقيا.

## الأنشطة والوظائف الحالية

### انتقادات لسياسة الولايات المتحدة
انتقدت المنظمة في السنوات الأخيرة بعض جوانب السياسة الخارجية للولايات المتحدة. في غزو العراق عام 2003 والحرب على الإرهاب، محاولاتها لخنق إيران وكوريا الشمالية خطط الصورة النووية، وقد ندد إجراءات أخرى من قبل بعض أعضاء حركة عدم الانحياز بأنها محاولات لتشغيل بقوة سيادة أصغر الأمم. في القمة الأخيرة، صرح كيم يونغ نام، رئيس برلمان كوريا الشمالية، أن «الولايات المتحدة تحاول حرمان الدول الأخرى حتى من حقها المشروع في الأنشطة النووية السلمية».

### تقرير مصير بورتوريكو
منذ عام 1961، تدعم المنظمة مناقشة قضية تقرير المصير لبورتوريكو أمام الأمم المتحدة. وكان من المقرر أن تقترح حركة الاستقلال الوطني هوستوسيان قرارًا بشأن هذه المسألة في القمة الخامسة عشرة.

### تقرير المصير للصحراء الغربية
منذ عام 1973، تدعم المجموعة مناقشة قضية تقرير مصير الصحراء الغربية أمام الأمم المتحدة. أعادت الحركة التأكيد في اجتماعها (شرم الشيخ 2009) على دعم حق تقرير المصير للشعب الصحراوي بالاختيار بين أي خيار صالح، ورحبت بالمحادثات المباشرة بين الطرفين، وتذكرت مسؤولية الأمم المتحدة بشأن القضية الصحراوية.

### تنمية مستدامة
تلتزم الحركة علنًا بمبادئ التنمية المستدامة وتحقيق الأهداف الإنمائية للألفية، لكنها تعتقد أن المجتمع الدولي لم يخلق الظروف المواتية للتنمية وانتهك الحق في التنمية السيادية من قبل كل دولة عضو. إن قضايا مثل العولمة، وعبءُ الديون، والممارسات التجارية غير العادلة، وتراجع المساعدات الخارجية، ومشروطية المانحين، ونقص الديمقراطية في صنع القرار المالي الدولي يتم الاستشهاد بها كعوامل تعوق التنمية.

### إصلاحات الأمم المتحدة
كانت الحركة صريحة في انتقادها لهياكل الأمم المتحدة الحالية وديناميات السلطة، مشيرة إلى أن المنظمة قد استُخدمت من قبل دول قوية بطرق تنتهك مبادئ الحركة. وقدمت عددا من التوصيات التي تقول إنها ستعزز تمثيل وسلطة دول «عدم الانحياز».
تهدف إصلاحات الأمم المتحدة المقترحة أيضًا إلى تحسين الشفافية والديمقراطية في عملية صنع القرار في الأمم المتحدة.

### التعاون بين الجنوب والجنوب
التعاون بين بُلدان الجنوب هو مصطلح يستخدمه صناع السياسات والأكاديميون تاريخيًا لوصف تبادل الموارد والتكنولوجيا والمعرفة بين البلدان النامية، المعروفة أيضًا باسم بلدان الجنوب العالمي.
تعاونت الحركة مع منظمات أخرى في العالم النامي - بشكل أساسي مجموعة الـ 77  - لتشكيل عدد من اللجان المشتركة وإصدار البيانات والوثائق التي تمثل المصالح المشتركة لكلا المجموعتين. يمكن اعتبار هذا الحوار والتعاون بمثابة محاولة لزيادة الوعي العالمي بالمنظمة وتعزيز نفوذها السياسي.

### التنوع الثقافي وحقوق الإنسان
تقبل الحركة عالمية حقوق الإنسان والعدالة الاجتماعية، لكنها تقاوم بشدة التجانس الثقافي.
تماشياً مع آرائها حول السيادة، تدعو المنظمة إلى حماية التنوع الثقافي، والتسامح مع الخصوصيات الدينية والاجتماعية والثقافية والتاريخية التي تحدد حقوق الإنسان في منطقة معينة.
فرق العمل واللجان:
- لجنة فلسطين.
- الفريق العامل الرفيع المستوى لإعادة هيكلة الأمم المتحدة.
- لجنة التنسيق المشتركة (برئاسة رئيس مجموعة الـ 77 ورئيس حركة عدم الانحياز).
- تجمع الأمن غير المنحاز.
- اللجنة الوزارية الدائمة للتعاون الاقتصادي.
- فرقة العمل الخاصة بالصومال.
- الفريق العامل المعني بنزع السلاح.
- الفريق العامل المعني بحقوق الإنسان.
- مجموعة العمل حول عمليات حفظ السلام.

## القمم المنعقدة
| القمة        | مكان انعقادها | التاريخ             |
| ------------ | ------------- | ------------------- |
| الأولى       | بلغراد        | 1 - 6 سبتمبر 1961   |
| الثانية      | القاهرة       | 5 - 10 أكتوبر 1964  |
| الثالثة      | لوساكا        | 8 - 10 سبتمبر 1970  |
| الرابعة      | الجزائر       | 5 - 9 سبتمبر 1973   |
| الخامسة      | كولمبو        | 16 - 19 أغسطس 1976  |
| السادسة      | هافانا        | 3 - 9 سبتمبر 1979   |
| السابعة      | نيودلهي       | 7 - 12 مارس 1983    |
| الثامنة      | هراري         | 1 - 6 سبتمبر 1986   |
| التاسعة      | بلغراد        | 4 - 7 سبتمبر 1989   |
| العاشرة      | جاكرتا        | 1 - 6 سبتمبر 1992   |
| الحادية عشر  | كارتاجينا     | 18 - 20 سبتمبر 1995 |
| الثانية عشرة | ديربان        | 2 - 3 سبتمبر 1998   |
| الثالثة عشر  | كوالالمبور    | 20 - 25 فبراير 2003 |
| الرابعة عشر  | هافانا        | 15 - 16 سبتمبر 2006 |
| الخامسة عشر  | شرم الشيخ     | 11 - 16 يوليو 2009  |
| السادسة عشر  | طهران         | 26 - 31 أغسطس 2012  |
| السابعة عشر  | فنزويلا       | 17 - 18 سبتمبر 2016 |
| الثامنة عشر  | أذربيجان      | 25 أكتوبر 2019      |

وتعقد اجتماعات وزارية متنوعة بين اجتماعات القمة. وبعضها متخصص، مثل اجتماع «الحوار بين الأديان والتعاون من أجل السلام»، الذي عقد في مانيلا، الفلبين، من 16 إلى 18 مارس 2010. هناك مؤتمر عام لوزراء الخارجية كل ثلاث سنوات. كان آخرها في بالي، إندونيسيا، 23-27 مايو 2011 والجزائر، 26-29 مايو 2014.
احتفلت حركة عدم الانحياز بالذكرى الخمسين لتأسيسها في بلغراد في 5-6 سبتمبر 2011.

عقدت قمة على الإنترنت بعنوان «متحدون ضد Covid-19» في 4 مايو 2020 بمبادرة من رئيس حركة عدم الانحياز للفترة 2019-2022، وتناولت بشكل أساسي الكفاح العالمي لمكافحة أوبئة Covid-19 ودعم حركة عدم الانحياز لزيادة دورها في التعامل مع وتخفيف النتائج التي يسببها هذا المرض في حركة عدم الانحياز، وكذلك البلدان الأخرى.

## الرئيس
يتم انتخاب رئيس في كل اجتماع قمة. مكتب التنسيق، ومقره أيضًا الأمم المتحدة، هو الأداة الرئيسية لتوجيه عمل فرق العمل واللجان ومجموعات العمل التابعة للحركة.
| صورة | الرئيس                               | بلد (رئاسة الجمهورية)        | حزب                                          | من   | إلى  |
| ---- | ------------------------------------ | ---------------------------- | -------------------------------------------- | ---- | ---- |
|      | جوزيف بروز تيتو (1892–1980)          | يوغوسلافيا                   | الحزب الشيوعي اليوغسلافي                     | 1961 | 1964 |
|      | جمال عبد الناصر (1918–1970)          | الجمهورية العربية المتحدة    | الاتحاد الاشتراكي العربي                     | 1964 | 1970 |
|      | كينيث كاوندا (مواليد 1924)           | زامبيا                       | حزب الاستقلال الوطني المتحد                  | 1970 | 1973 |
|      | هواري بومدين (1932–1978)             | الجزائر                      | مجلس الثورة                                  | 1973 | 1976 |
|      | وليام جوبالاوا (1896–1981)           | سريلانكا                     | مستقلة                                       | 1976 | 1978 |
|      | جونيوس ريتشارد جاياردين (1906–1996)  | سريلانكا                     | الحزب الوطني المتحد                          | 1978 | 1979 |
|      | فيدل كاسترو (1926–2016)              | كوبا                         | الحزب الشيوعي الكوبي                         | 1979 | 1983 |
|      | نيلام سانجيفا ريددي (1913–1996)      | الهند                        | حزب جانا                                     | 1983 | 1983 |
|      | زيل سينغ (1916–1994)                 | الهند                        | المؤتمر الوطني الهندي                        | 1983 | 1986 |
|      | روبرت موغابي (1924–2019)             | زيمبابوي                     | Zanu-PF                                      | 1986 | 1989 |
|      | يانيز درنوفشيك (1950–2008)           | يوغوسلافيا                   | عصبة الشيوعيين في يوغوسلافيا                 | 1989 | 1990 |
|      | بوريساف يوفيتش (مواليد 1928)         | يوغوسلافيا                   | الحزب الاشتراكي الصربي                       | 1990 | 1991 |
|      | ستيبان ميسيتش (مواليد 1934)          | يوغوسلافيا                   | الاتحاد الديمقراطي الكرواتي                  | 1991 | 1991 |
|      | برانكو كوستيتش (1939–2020)           | يوغوسلافيا                   | الحزب الديمقراطي للاشتراكيين من الجبل الأسود | 1991 | 1992 |
|      | دوبريكا جوسيتش (1921–2014)           | جمهورية يوغوسلافيا الاتحادية | مستقل                                        | 1992 | 1992 |
|      | سوهارتو (1921–2008)                  | اندونيسيا                    | جولكار                                       | 1992 | 1995 |
|      | ارنستو سامبر (مواليد 1950)           | كولومبيا                     | الحزب الليبرالي الكولومبي                    | 1995 | 1998 |
|      | أندريس باسترانا أرانغو (مواليد 1954) | كولومبيا                     | حزب المحافظين الكولومبي                      | 1998 | 1998 |
|      | نيلسون مانديلا (1918–2013)           | جنوب إفريقيا                 | المؤتمر الوطني الإفريقي                      | 1998 | 1999 |
|      | ثابو مبيكي (مواليد 1942)             | جنوب إفريقيا                 | المؤتمر الوطني الإفريقي                      | 1999 | 2003 |
|      | مهاتير محمد (مواليد 1925)            | ماليزيا                      | المنظمة الوطنية الماليزية المتحدة            | 2003 | 2003 |
|      | عبدالله أحمد بدوي (مواليد 1939)      | ماليزيا                      | المنظمة الوطنية الماليزية المتحدة            | 2003 | 2006 |
|      | فيدل كاسترو (1926–2016)              | كوبا                         | الحزب الشيوعي الكوبي                         | 2006 | 2008 |
|      | راؤول كاسترو (مواليد 1931)           | كوبا                         | الحزب الشيوعي الكوبي                         | 2008 | 2009 |
|      | حسني مبارك (1928–2020)               | مصر                          | الحزب الوطني الديمقراطي                      | 2009 | 2011 |
|      | محمد حسين طنطاوي (مواليد 1935)       | مصر                          | مستقل                                        | 2011 | 2012 |
|      | محمد مرسي (1951–2019)                | مصر                          | حزب الحرية والعدالة                          | 2012 | 2012 |
|      | محمود احمدي نجاد (مواليد 1956)       | إيران                        | تحالف بناة إيران الإسلامية                   | 2012 | 2013 |
|      | حسن روحاني (مواليد 1948)             | إيران                        | حزب الاعتدال والتنمية                        | 2013 | 2016 |
|      | نيكولاس مادورو (مواليد 1962)         | فنزويلا                      | الحزب الاشتراكي الموحد                       | 2016 | 2019 |
|      | إلهام علييف (مواليد 1961)            | أذربيجان                     | حزب أذربيجان الجديد                          | 2019 | 2022 |

## الأمانة العامة
| الاسم                  | البلد                     | البداية        | النهاية        |
| ---------------------- | ------------------------- | -------------- | -------------- |
| جوزيف بروز تيتو        | يوغسلافيا                 | 1961           | 1964           |
| جمال عبد الناصر        | الجمهورية العربية المتحدة | 1964           | 1970           |
| كينيث كاوندا           | زامبيا                    | 1970           | 1973           |
| هواري بومدين           | الجزائر                   | 1973           | 1976           |
| وليام جوبالاوا         | سريلانكا                  | 1976           | 1978           |
| جونيوس ريتشارد جيوردين | سريلانكا                  | 1978           | 1979           |
| فيدل كاسترو            | كوبا                      | 1979           | 1983           |
| نيلام سانجيفا ريدي     | الهند                     | 1983           | 1983           |
| زيل سينغ               | الهند                     | 1983           | 1986           |
| روبرت موغابي           | زيمبابوي                  | 1986           | 1989           |
| يانيز درنوفشيك         | يوغوسلافيا                | 1989           | 1990           |
| بوريساف يوفيتش         | يوغوسلافيا                | 1990           | 1991           |
| ستيبان ميسيتش          | يوغوسلافيا                | 1991           | 1991           |
| [[\|]]                 | يوغوسلافيا                | 1991           | 1992           |
| دوبريكا جوسيتش         | يوغوسلافيا                | 1992           | 1992           |
| سوهارتو                | إندونيسيا                 | 1992           | 1995           |
| إرنستو سامبر           | كولومبيا                  | 1995           | 1998           |
| أندريس باسترانا أرانغو | كولومبيا                  | 1998           | 1998           |
| نيلسون مانديلا         | جنوب إفريقيا              | 1998           | 1999           |
| تابو إيمبيكي           | جنوب إفريقيا              | 1999           | 2003           |
| مهاتير بن محمد         | ماليزيا                   | 2003           | 2003           |
| عبد الله أحمد بدوي     | ماليزيا                   | 2003           | 2006           |
| فيدل كاسترو            | كوبا                      | 2006           | 2008           |
| راؤول كاسترو           | كوبا                      | 2008           | 2009           |
| حسني مبارك             | مصر                       | 14 تموز 2009   | 11 فبراير 2011 |
| محمد حسين طنطاوي       | مصر                       | 11 فبراير 2011 | 30 تموز 2012   |
| محمد مرسي              | مصر                       | 30 يونيو 2012  | 30 أغسطس 2012  |
| محمود أحمدي نجاد       | إيران                     | 30 أغسطس 2012  | 3 أغسطس 2013   |
| حسن روحاني             | إيران                     | 3 أغسطس 2013   | 16 سبتمبر 2016 |
| نيكولاس مادورو         | فنزويلا                   | 17 سبتمبر 2016 | في المنصب      |

### ضيوف
لا يوجد وضع ضيف دائم، ولكن غالبًا ما يتم تمثيل العديد من الدول غير الأعضاء كضيوف في المؤتمرات. بالإضافة إلى ذلك، يتم دائمًا دعوة عدد كبير من المنظمات، سواء من داخل منظومة الأمم المتحدة أو من الخارج، كضيوف.

## الأعضاء والمراقبون والمنظمات
البلدان التالية أعضاء في حركة عدم الانحياز، مرتبة حسب القارة، والتي تبين سنة قبولهم:

### إفريقيا
حاليا كل بلد إفريقي (باستثناء جنوب السودان والصحراء الغربية) هو عضو في حركة عدم الانحياز.
1. الجزائر (1961)
2. أنغولا (1976)
3. بنين (1964)
4. بوتسوانا (1970)
5. بوركينا فاسو (1973)
6. بوروندي (1964)
7. الكاميرون (1964)
8. الرأس الأخضر (1976)
9. جمهورية إفريقيا الوسطى (1964)
10. تشاد (1964)
11. جزر القمر (1976)
12. جمهورية الكونغو الديمقراطية (1961)
13. جيبوتي (1983)
14. مصر (1961)
15. غينيا الاستوائية (1970)
16. إريتريا (1995)
17. إسواتيني (1970)
18. إثيوبيا (1961)
19. الغابون (1970)
20. غامبيا (1973)
21. غانا (1961)
22. غينيا (1961)
23. غينيا بيساو (1976)
24. ساحل العاج (1973)
25. كينيا (1964)
26. ليسوتو (1970)
27. ليبيريا (1964)
28. ليبيا (1964)
29. مدغشقر (1973)
30. ملاوي (1964)
31. مالي (1961)
32. موريتانيا (1964)
33. موريشيوس (1973)
34. المغرب(1961)
35. موزمبيق (1976)
36. ناميبيا (1979)
37. النيجر (1973)
38. نيجيريا (1964)
39. جمهورية الكونغو (1964)
40. رواندا (1970)
41. ساو تومي وبرينسيب (1976)
42. السنغال (1964)
43. سيشل (1976)
44. سيراليون (1964)
45. الصومال (1961)
46. جنوب إفريقيا (1994)
47. السودان (1961)
48. تنزانيا (1964)
49. توغو (1964)
50. تونس (1961)
51. أوغندا (1964)
52. زامبيا (1964)
53. زمبابوي (1979)

#### الأمريكتان
1. أنتيغوا وباربودا (2006)
2. باهاماس (1983)
3. باربادوس (1983)
4. بليز (1981)
5. بوليفيا (1979)
6. تشيلي (1973)
7. كولومبيا (1983)
8. كوبا (1961)
9. دومينيكا (2006)
10. جمهورية الدومينيكان (2000)
11. الإكوادور (1983)
12. غرينادا (1979)
13. غواتيمالا (1993)
14. غيانا (1970)
15. هايتي (2006)
16. هندوراس (1995)
17. جامايكا (1970)
18. نيكاراغوا (1979)
19. بنما (1976)
20. بيرو (1973)
21. سانت كيتس ونيفيس (2006)
22. لوسيا (1983)
23. سانت فينسنت والغرينادين (2003)
24. سورينام (1983)
25. ترينيداد و توباغو (1970)
26. فنزويلا (1989)

#### أسيا
1. أفغانستان (1961)
2. البحرين (1973)
3. بنغلاديش (1973)
4. بوتان (1973)
5. بروناي (1993)
6. كمبوديا (1961)
7. الهند (1961)
8. إندونيسيا (1961)
9. إيران (1979)
10. العراق (1961)
11. الأردن (1964)
12. الكويت (1964)
13. لاوس(1964)
14. لبنان (1961)
15. ماليزيا (1970)
16. جزر المالديف (1976)
17. منغوليا (1993)
18. ميانمار (1961)
19. نيبال (1961)
20. كوريا الشمالية (1976)
21. عمان(1973)
22. باكستان (1979)
23. فلسطين (1976)
24. الفلبين (1993)
25. قطر (1973)
26. المملكة العربية السعودية (1961)
27. سنغافورة (1970)
28. سريلانكا (1961)
29. سوريا (1964)
30. تايلاند (1993)
31. تيمور الشرقية (2003)
32. تركمانستان (1995)
33. الإمارات العربية المتحدة (1970)
34. أوزبكستان (1993)
35. فيتنام (1976)
36. اليمن (1990)

#### أوروبا
1. أذربيجان (2011)
2. بيلاروسيا (1998)

#### أوقيانوسيا
1. فيجي (2011)
2. بابوا غينيا الجديدة (1993)
3. فانواتو (1983)

### المراقبون
تتمتع الدول والمنظمات التالية بوضع مراقب:

#### البلدان
1. الأرجنتين
2. أرمينيا
3. البوسنة والهرسك
4. البرازيل
5. الصين
6. كوستاريكا
7. كرواتيا
8. السلفادور
9. كازاخستان
10. قيرغيزستان
11. المكسيك
12. الجبل الأسود
13. باراغواي
14. صربيا
15. طاجيكستان
16. أوكرانيا
17. أوروجواي

#### المنظمات
1. رابطة أمم جنوب شرق آسيا.
2. الاتحاد الإفريقي.
3. منظمة تضامن الشعوب الأفرو آسيوية.
4. جامعة الدول العربية.
5. أمانة الكومنولث.
6. حركة الإستقلال الوطني.
7. الكاناك وجبهة التحرير الوطني الاشتراكي.
8. منظمة التعاون الإسلامي.
9. منظمة مركز الجنوب.
10. الأمم المتحدة.
11. مجلس السلام العالمي.